# Thurston Moore
Thurston Joseph Moore, ameriški pevec in kitarist noise glasbene skupine Sonic Youth in Chelsea Light Moving, * 25. julij 1958, ZDA.

## Diskografija

### Solo
- Psychic Hearts (1995), Geffen Records
- Trees Outside the Academy (2007)
- Demolished Thoughts (2011)

- Piece for Jetsun Dolma
- Lost to the City
- Root
- Promise (Thurston Moore, Evan Parker & Walter Prati)
- Three Incredible Ideas

### Thurston Moore,Kim Gordon&Yoko Ono
- YOKOKIMTHURSTON, 2012

### Chelsea Light Moving
- Chelsea Light Moving – Chelsea Light Moving, Matador Records, 2013